# Insviller
Insviller [insvilɛʁ] est une commune française située dans le département de la Moselle en région Grand Est.

## Géographie
| Munster |           | Vibersviller |
| Lhor    | Insviller |              |
|         |           | Loudrefing   |

La commune fait partie du Parc naturel régional de Lorraine et de la ZNIEFF du pays des étangs.

### Écarts et lieux-dits
- Grünhoff ;
- Rothoff.

### Hydrographie
La commune est située dans le bassin versant du Rhin au sein du bassin Rhin-Meuse. Elle est drainée par le ruisseau la Rode, le ruisseau de l'Étang du Moulin d'Insviller et le ruisseau du Graffenweiher.
Le ruisseau la Rode, d'une longueur totale de 24,8 km, prend sa source dans la commune de Loudrefing et se jette  dans l'Albe à Sarralbe, après avoir traversé 13 communes.

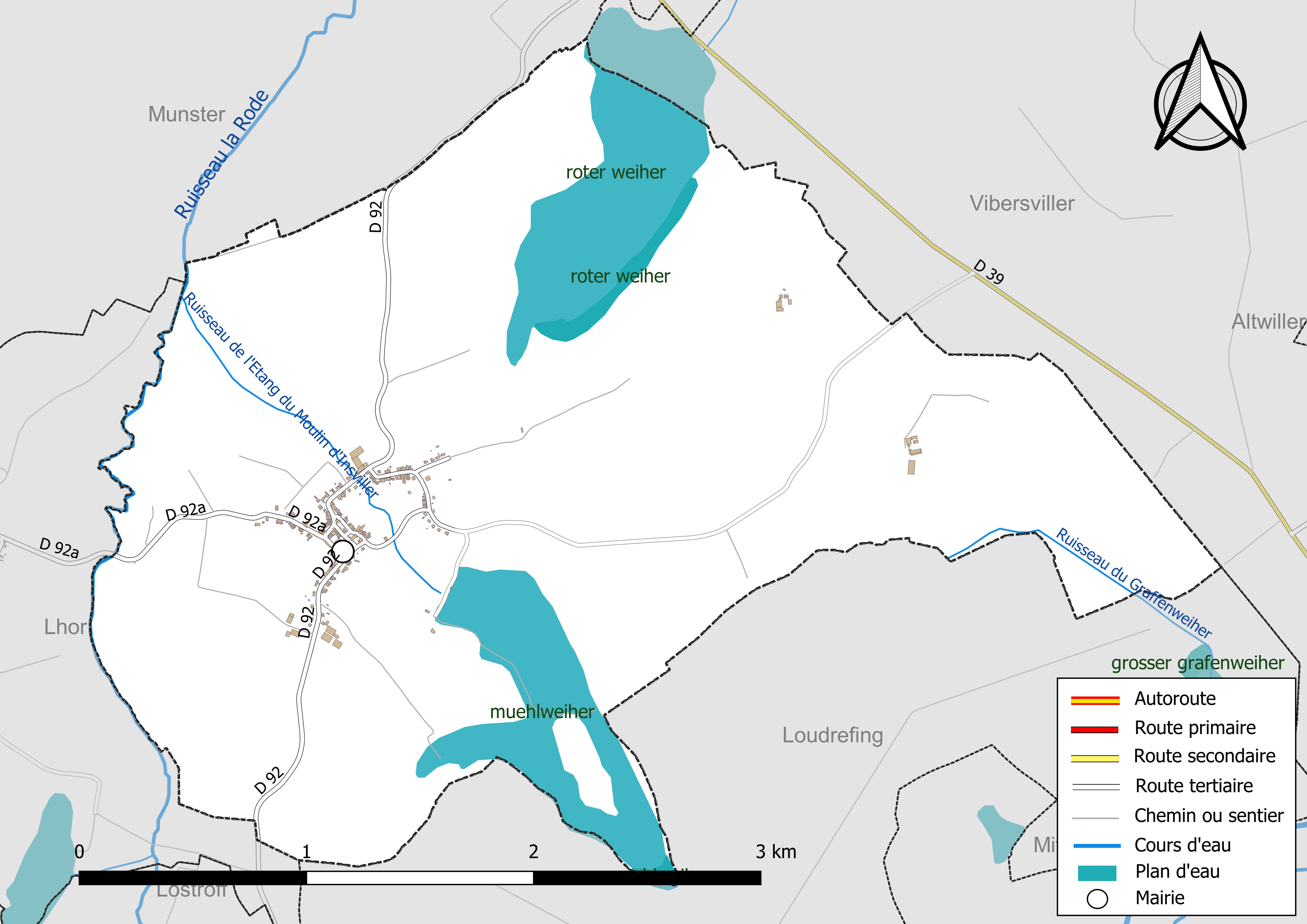
Réseaux hydrographique et routier d'Insviller.

La qualité des eaux des principaux cours d’eau de la commune, notamment du ruisseau la Rode, peut être consultée sur un site spécial géré par les agences de l’eau et l’Agence française pour la biodiversité.

### Climat
Pour des articles plus généraux, voir Climat du Grand Est et Climat de la Moselle.
En 2010, le climat de la commune est de type climat des marges montargnardes, selon une étude du Centre national de la recherche scientifique s'appuyant sur une série de données couvrant la période 1971-2000. En 2020, Météo-France publie une typologie des climats de la France métropolitaine dans laquelle la commune est exposée à un climat semi-continental et est dans la région climatique  Vosges, caractérisée par une pluviométrie très élevée (1 500 à 2 000 mm/an) en toutes saisons et un hiver rude (moins de 1 °C). 
Pour la période 1971-2000, la température annuelle moyenne est de 9,9 °C, avec une amplitude thermique annuelle de 17 °C. Le cumul annuel moyen de précipitations est de 862 mm, avec 11,9 jours de précipitations en janvier et 9,1 jours en juillet. Pour la période 1991-2020, la température moyenne annuelle observée sur la station météorologique de Météo-France la plus proche, « Kappelkinger_sapc », sur la commune de Kappelkinger à 9 km à vol d'oiseau, est de 10,6 °C et le cumul annuel moyen de précipitations est de 772,6 mm. 
La température maximale relevée sur cette station est de 38,8 °C, atteinte le 25 juillet 2019 ; la température minimale est de −19,6 °C, atteinte le 26 décembre 2010,,. 
Les paramètres climatiques de la commune ont été estimés pour le milieu du siècle (2041-2070) selon différents scénarios d'émission de gaz à effet de serre à partir des nouvelles projections climatiques de référence DRIAS-2020. Ils sont consultables sur un site spécial publié par Météo-France en novembre 2022.

## Urbanisme

### Typologie
Au 1er janvier 2024, Insviller est catégorisée commune rurale à habitat dispersé, selon la nouvelle grille communale de densité à sept niveaux définie par l'Insee en 2022.
Elle est située hors unité urbaine et hors attraction des villes,.

### Occupation des sols
L'occupation des sols de la commune, telle qu'elle ressort de la base de données européenne d’occupation biophysique des sols Corine Land Cover (CLC), est marquée par l'importance des territoires agricoles (80 % en 2018), une proportion sensiblement équivalente à celle de 1990 (80,1 %). La répartition détaillée en 2018 est la suivante : 
terres arables (52,6 %), prairies (27,3 %), eaux continentales (12,6 %), forêts (4,6 %), zones urbanisées (2,8 %). L'évolution de l’occupation des sols de la commune et de ses infrastructures peut être observée sur les différentes représentations cartographiques du territoire : la carte de Cassini (XVIIIe siècle), la carte d'état-major (1820-1866) et les cartes ou photos aériennes de l'IGN pour la période actuelle (1950 à aujourd'hui).

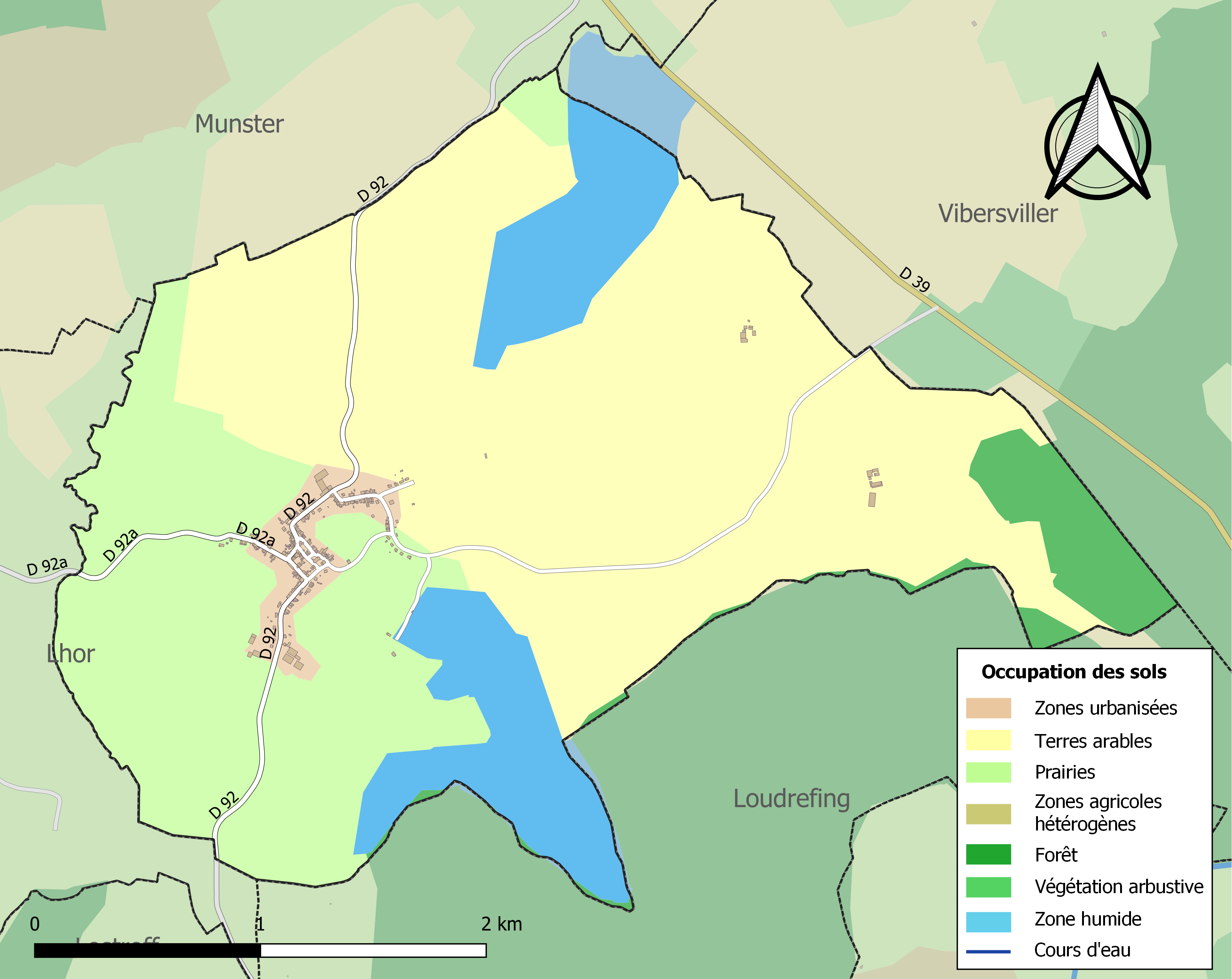
Carte des infrastructures et de l'occupation des sols de la commune en 2018 (CLC).

## Toponymie
Einswilre (1338), Einswiller et Einzwiller (1476), Einzwilr (1481), Enswiller (1524), Einsweiller (1577), Ensweiller (1779), Einsviller (1793), Eusvillers (1801), Inswiller (XIXe siècle), Insweiler (1871-1918).

## Histoire
- Village de l'ancien duché de Lorraine, dans la seigneurie du comté de Sarrebruck-Deux-Ponts.
- Cédé à la France en 1766.
- Village entièrement détruit au cours de la guerre de Trente Ans, encore inhabité en 1663.
- Introduction de la Réforme en 1577.
- Rétablissement du culte catholique en 1685, l'église servant aux deux cultes.

## Politique et administration
| Période                                  | Période   | Identité            | Étiquette | Qualité                                               |
| ---------------------------------------- | --------- | ------------------- | --------- | ----------------------------------------------------- |
| avant 1988                               | 1989      | Alphonse Saint-Eve  |           |                                                       |
| mars 1989                                | mars 2008 | Noël Bindreiff      |           |                                                       |
| mars 2008                                | En cours  | Sylvie Bouschbacher | DVD       | Fonctionnaire, conseillère départementale depuis 2021 |
| Les données manquantes sont à compléter. |           |                     |           |                                                       |

## Démographie
L'évolution du nombre d'habitants est connue à travers les recensements de la population effectués dans la commune depuis 1793. Pour les communes de moins de 10 000 habitants, une enquête de recensement portant sur toute la population est réalisée tous les cinq ans, les populations de référence des années intermédiaires étant quant à elles estimées par interpolation ou extrapolation. Pour la commune, le premier recensement exhaustif entrant dans le cadre du nouveau dispositif a été réalisé en 2006.

En 2022, la commune comptait 171 habitants, en évolution de −4,47 % par rapport à 2016 (Moselle : +0,52 %, France hors Mayotte : +2,11 %).
| 1793 | 1800 | 1806 | 1821 | 1831 | 1836 | 1841 | 1846 | 1851 |
| ---- | ---- | ---- | ---- | ---- | ---- | ---- | ---- | ---- |
| 342  | 431  | 803  | 538  | 600  | 624  | 614  | 631  | 592  |

| 1856 | 1861 | 1871 | 1875 | 1880 | 1885 | 1890 | 1895 | 1900 |
| ---- | ---- | ---- | ---- | ---- | ---- | ---- | ---- | ---- |
| 498  | 468  | 439  | 423  | 413  | 406  | 385  | 378  | 382  |

| 1905 | 1910 | 1921 | 1926 | 1931 | 1936 | 1946 | 1954 | 1962 |
| ---- | ---- | ---- | ---- | ---- | ---- | ---- | ---- | ---- |
| 366  | 362  | 328  | 340  | 299  | 298  | 281  | 254  | 236  |

| 1968 | 1975 | 1982 | 1990 | 1999 | 2006 | 2011 | 2016 | 2021 |
| ---- | ---- | ---- | ---- | ---- | ---- | ---- | ---- | ---- |
| 224  | 215  | 206  | 197  | 190  | 192  | 202  | 179  | 172  |

| 2022 | - | - | - | - | - | - | - | - |
| ---- | - | - | - | - | - | - | - | - |
| 171  | - | - | - | - | - | - | - | - |

## Culture locale et patrimoine

### Lieux et monuments
- Ferme de 1726 en pans de bois avec croix de Saint André et four à pain, 28 route de Lhor, inscrite au titre des monuments historiques par arrêté du 14 décembre 1992[22].

#### Édifice religieux
- Église Saint-Michel 1854 : autels XVIIIe siècle

### Héraldique
| Blason de Insviller | Blason  | D'or à l'aigle bicéphale de sable; à la bordure de gueules chargée de huit coquilles d'or. |
| Blason de Insviller | Détails | Le statut officiel du blason reste à déterminer.                                           |